# Yawning Man
Yawning Man é uma banda de stoner rock formada no ano de 1986 em Palm Desert, Califórnia nos Estados Unidos. A banda influenciou muitas das bandas que surgiram na região, bandas como Kyuss (que já fez uma versão da música Catamaran no álbum ...And the Circus Leaves Town), Fu Manchu e Brant Bjork and The Bros.

## História
Yawning Man surgiu em 1986, a partir das cinzas do Across The River, uma das primeiras bandas stoner a tocar nas chamadas "generator parties", festas no meio do deserto regadas a bebidas e drogas, e formada por Scott Reeder, Mario Lalli e Alfredo Hernandez.
Após a dissolução da banda, Alfredo Hernandez começou a fazer jams e compor com o guitarrista Gary Arce, pouco depois tendo a adição do ex-companheiro de Across The River, Mario Lalli no baixo fretless. A banda ganhou grande notoriedade na cena de Palm Desert continuando o legado das "generator parties" (sendo esta uma das maiores fontes de inspiração para Josh Homme, John Garcia e Brant Bjork, que mais tarde formariam o Kyuss) com seu som viajante, stoner misturado com surf music.
Durante este tempo, 30 a 40 canções foram gravadas em 2 demos diferentes, mas nenhum material oficial do Yawning Man foi lançado até 2005. Kyuss prestou homenagem a banda fazendo um cover da canção "Catamaran", saída do primeiro demo Parable Circus.
O primo de Mario, Larry Lalli, se junta a banda como segundo guitarrista e o som da banda começa a se transformar em loops muito estranhos com um som punk obscuro e improvisações jazz, e o nome da banda simplesmente não se encaixava mais a música. A banda mudou seu nome para The Sort Of Quartet.
Em 2004, com o The Sort Of Quartet em pausa e seus membros divididos em outros projetos, Alfredo Hernandez reúne os membros originais do Yawning Man e juntos ressurgem a banda. A banda se volta a um som mais instrumental dessa vez, tendo influências do álbum Jalamanta de Brant Bjork, e acabada despertando interesse do pequeno selo espanhol Alone Records.
Assinados com a gravadora, a banda grava e lança em 2005 seu primeiro álbum após quase 20 anos de carreira: Rock Formations. O álbum tem boa recepção e a banda começa uma turnê pela Europa. No mesmo ano, Mario Lalli volta sua atenção ao próximo álbum de sua banda Fatso Jetson e é substituído por Billy Cordell, ex-Unida. Com essa formação é gravado o EP composto por 4 faixas intitulado Pot Head. Rock Formations é re-lançado em 2006, junto com o DVD Live at W2 Den Bosch, gravado a partir de um show da turnê européia da banda em 2005 na Holanda.
Em 2006 também é anunciado o lançamento do CD duplo contendo material antigo da banda em 30 canções das demos dos anos 1980, intitulado The Birth Of Sol Music, que acabou sendo adiado por tempo indefinido.
Ainda no mesmo ano, a banda decide finalizar suas atividades, alegando estarem muito ocupados com suas outras bandas, projetos e com suas vidas para continuar. O baterista Alfredo Hernandez está focando suas atividades em outra banda que toca, Brant Bjork & The Bros, nas turnês do álbum Saved By Magic. Gary formou um novo projeto chamado Echo Friendly Approach, que deve ser a próxima encarnação do Yawning Man, por contar com Mario no baixo (originalmente seria Billy Cordell), junto a Bill Stinson (do Chuck Dukowski Sextet) na bateria, segundo guitarrista Joe Baiza (do Saccharine Trust) e o percussionista Erik Davies, do Meditropic. Contribuições serão feitas por antigos amigos de Gary da gravadora SST Records e a adição de um trompetista. Eles gravarão seu primeiro LP em Março de 2007, em Palm Springs, Califórnia, com lançamento previsto para o fim do mesmo ano. Outros projetos dos membros da banda são: Ten East, Mario Lalli & Friends, Oddio Gasser e The Perfect Rat.

## Integrantes

### Formação original
- Gary Arce - guitarra
- Mario Lalli - baixo
- Alfredo Hernandez - bateria

### Ex-integrantes
- Billy Cordell - baixo
- Larry Lalli - guitarra

## Discografia

### Álbuns de estúdio
- Rock Formations LP (2005)
- Pot Head EP (2005)

### DVD
- Live at W2 Den Bosch (2006)